# 伊德 (卢瓦雷省)
伊德（法語：Isdes，法語發音：[id]）是法国卢瓦雷省的一个市镇，位于该省南部，属于奥尔良区。

## 地理
伊德（47°40'19"N, 2°15'20"E）面积43.89 平方千米，位于法国中央-卢瓦尔河谷大区卢瓦雷省，该省份为法国中北部省份，北起埃松省，西北接厄尔-卢瓦省，西南接卢瓦-谢尔省，南至涅夫勒省和谢尔省，东临约讷省，东北接塞纳-马恩省。
与伊德接壤的市镇（或旧市镇、城区）包括：索尔德河畔布里农、沙翁、索洛涅地区苏维尼、塞尔东、科松河畔瓦讷、维格兰、维勒米尔兰。

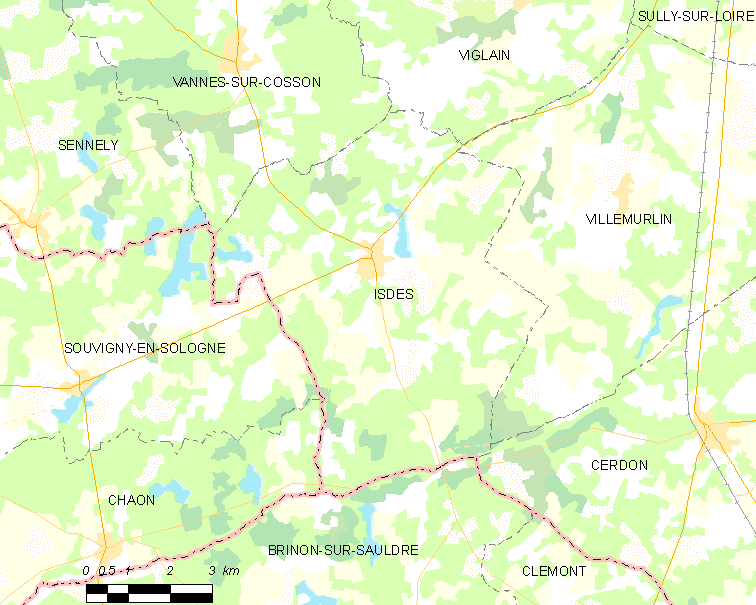
的OSM定位图

伊德的时区为UTC+01:00、UTC+02:00（夏令时）。

## 行政
伊德的邮政编码为45620，INSEE市镇编码为45171。

## 政治
伊德所属的省级选区为卢瓦尔河畔叙利县。

## 人口

1962-2008年间人口变化图示

伊德于2022年1月1日时的人口数量为531人。